# Enlèvement de Chikun
 (juillet 2021).
L'enlèvement de Chikun est survenu le 5 juillet 2021 lorsqu'un gang armé a procédé à un enlèvement de masse à Chikun, au Nigeria.
Le 5 juillet 2021, vers 1 h 45, un gang de bandits a enlevé plus de 100 élèves de l'école secondaire Bethel Baptist à Kujuma, à Chikun, dans l'État de Kaduna, au Nigeria. Au moins 26 élèves et un enseignant ont été secourus,.